# Pteropus keyensis
Pteropus keyensis (крилан кейський) — вид рукокрилих, родини Криланових.

## Поширення, поведінка
Цей вид зустрічається на островах Kei, Індонезія. 